# Radikal 146

Westen war rechts

Radikal 146 mit der Bedeutung „bedecken“ und „Westen“ ist eines von den 29 traditionellen Radikalen der chinesischen Schrift, die aus sechs Strichen bestehen.
Mit 9 Zeichenverbindungen in Mathews’ Chinese-English Dictionary kommt das Radikal nur sehr selten im Lexikon vor.
Auf den Darstellungen im alten China gab es 24 Haupthimmelsrichtungen; Süden lag oben, und Westen, auf dem Bild mit 酉yǒu (Radikal Nr. 164; 10. der 12 Erdzweige; 10. Tier im chin. Tierkreis (Hahn)) gekennzeichnet, rechts.
Schriftzeichenverbindungen werden nur mit der Variante 覀, die immer oben liegt und mit sechs Strichen geschrieben wird, erstellt.

## Schriftzeichenverbindungen, die vom Radikal 146 regiert werden
| Striche | Zeichen  |
| ------- | -------- |
| +0      | 襾 西 覀 |
| +03     | 要       |
| +05     | 覂       |
| +06     | 覃 覄    |
| +07     | 覅       |
| +12     | 覆       |
| +13     | 覇 覈    |
| +17     | 覉       |
| +19     | 覊       |

 Im Unicodeblock Kangxi-Radikale ist das Radikal 146 unter der Codepointnummer 12.177 (U+2F91) codiert.